# Alexander Merkel
Alexander Merkel (ryska: Александр Меркель), född 22 februari 1992, är en kazakisk-tysk fotbollsspelare som spelar för nederländska Heracles Almelo.

## Karriär

### Genoa
Den 17 juni 2011 värvades Merkel av Genoa för €4 miljoner, 36,5 miljoner svenska kronor. 
Merkel återvände hem till AC Milan den 17 januari 2012.

### Grasshopper
I juli 2014 lånades Merkel ut av Udinese till schweiziska Grasshopper.